# مايك لويس
مايك لويس (بالإنجليزية: Mike Lewis)‏ (و. 1981  م) هو مجدف كندي، ولد في فكتوريا ، كولومبيا البريطانية، شارك في Rowing at the 2008 Summer Olympics – Men's lightweight coxless four ‏.
.

## التعليم
تعلم في جامعة فيكتوريا.

## روابط خارجية
- مايك لويس على موقع الاتحاد الدولي للتجديف (الإنجليزية)
- مايك لويس على موقع اللجنة الأولمبية الدولية (الإنجليزية)
- مايك لويس على موقع أوليمبيديا (الإنجليزية)
- مايك لويس على موقع اللجنة الأولمبية الكندية (الإنجليزية)